# نازنین ملائی
نازنین ملایی (زاده ۸ بهمن ۱۳۷۰ در بندر انزلی) قایقران روئینگ زن اهل ایران است.

## حضور در بازی‌های آسیایی
وی توانست در بازی‌های آسیایی ۲۰۱۴ به میزبانی کره جنوبی، اینچئون به همراه سولماز عباسی، حمیرا برزگر و مهسا جاور در ماده چهار نفره جفت پاروی سبک‌وزن بانوان، به جایگاه سوم و نشان برنز بازی‌ها دست یابد.

## مقام ها و افتخارات
- مدال نقره روئینگ چهار نفره زنان 2013 لوآن چین
- مدال برنز سبک وزن چهار نفره دوپارو در مسابقات آسیایی اینچئون 2014
- مدال برنز چهار نفره سنگین وزن کاپ آسیایی ژاپن 2014
- مدال نقره تک نفره سبک وزن کاپ آسیایی اندونزی 2014 [۱]
- ۲ طلا تک نفره کاپ آسیایی تهران ۲۰۱۵ [۲]
- مدال برنز دونفره کاپ آسیایی تهران 2015 [۲]
- مدال نقره تک‌ نفره سبک‌ وزن در کاپ آسیایی پکن چین 2015 مسابقات قهرمانی روئینگ آسیا ۲۰۱۵
- مدال برنز دو نفره سنگین وزن در کاپ آسیایی پکن چین 2015 مسابقات قهرمانی روئینگ آسیا ۲۰۱۵
- مدال طلای تک‌ نفره سبک‌ وزن در کاپ آسیایی جیاشان چین 2016 مسابقات قهرمانی روئینگ آسیا ۲۰۱۶
- مدال برنز چهارنفره (با سکان‌دار) در کاپ آسیایی جیاشان چین 2016 مسابقات قهرمانی روئینگ آسیا ۲۰۱۶
- مدال طلای تک‌ نفره سبک‌ وزن در کاپ آسیایی پاتایا تایلند 2017 مسابقات قهرمانی روئینگ آسیا ۲۰۱۷
- مدال نقره سبک‌ وزن انفرادی دو پارو در مسابقات آسیایی جاکارتا اندونزی 2018 روئینگ در بازی‌های آسیایی ۲۰۱۸
- طلای تک نفره قهرمانی آسیا 2020 [۳]
- کسب سهمیه المپیک ۲۰۲۰ توکیو [۴]
- حضور در المپیک توکیو ۲۰۲۰ و کسب جایگاه يازدهم المپیک[۵]
- ۲ طلا و یک نقره مسابقات کاپ اسیایی در تک نفره سبک و سنگین و دو نفره ۲۰۲۲ [۶][۷]
- ۳ طلا قهرمانی آسیا در تک نفره سبک و سنگین و دو نفره تایلند ۲۰۲۲ [۸]
- کسب جایگاه هشتم در مسابقات قهرمانی جهان چک در تک نفره سبک وزن ۲۰۲۲ [۹]
- ۱ نقره چهار نفره سنگین وزن در مسابقات بازیهای آسیایی هانگژو چین ۲۰۲۲  [۱۰]
- ۱ نقره و ۳ برنز تک نفره سبک و دو نفره سبک و چهار نفره سنگین وزن در مسابقات جایزه بزرگ روسیه ۲۰۲۳ [۱۱]